# Chthonerpeton noctinectes
Chthonerpeton noctinectes es una especie de anfibios gimnofiones de la familia Caeciliidae.
Es endémica de Brasil, en concreto del municipio de Conde, del estado de Bahía.